# Церква святого Миколая (Холм)
Церква святого Миколая — культова будівля у місті Холм (Польща), на вул. Люблінській 56, пам'ятка архітектури XVIII століття. Використовується греко-католицькою церквою Польщі та Музеєм Холмської землі.

## Історія

Церква св. Миколая наприкінці XVIII ст.

Вигляд споруди у 1885 р.

Церква св. Миколая між 1910-12 рр.

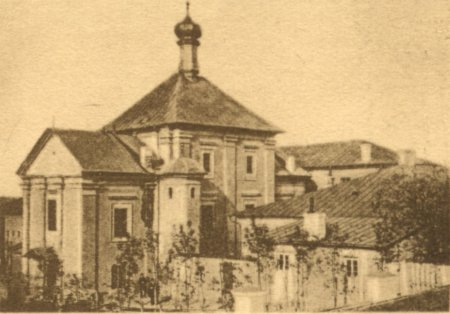
Церква св. Миколая у 1920 р.

Перші згадки про церкву св. Миколи відносяться до 1428 р, що може свідчити про її походження, ще із княжих часів. Стараннями о. Теодора з Чульчиць, у1568 році дерев'яна споруда була відремонтована — вставлено нові вікна, покрито будівлю новими ґонтами. Ктитором виступив Станіслав Остророг, староста Холмський. У 1573—1581 рр. парохом був священик Сидір Литвинович. У документі — скарзі владики Леонтія 1581 р. про відмову сплати священиками церковних податків, згадується парох о. Максим Шафран. У 1602 р. місцевим парохом був о. Теодор. Парохом у 1628—1635 рр. був о. Григорій Сидорович. У 1639 р. єпископом Методієм Терлецьким при церкві заснована гімназія, а у 1642 р. зведено нову дерев'яну церкву.
Теперішня мурована будівля була зведена у 1711—1730 рр. коштом єпископа Йосифа Левицького. У 1759 р. єпископом Максиміліаном Риллом при ній засновано духовну семінарію. Ймовірно, більш точно, споруда буле побудована близько 1721 року. Згідно дослідження Ч. Клєбоня, муровану церкву зведено у 1762 р. У 1760 р. презенту на парафію отримав священик Матвій Борисевич замість Івана Померканта.
Після пожежі 1779 р. на місці первісних дерев'яних будівель семінарії зведено нові муровані, будівництво яких розпочато єпископом Порфирієм Важинським у 1799 р. і завершено на початку XIX ст. З 1769 р. вони належали василіанам, до їх ліквідації у 1864 р. У 1804 р. за рішенням австрійського уряду почалась відбудова церкви. Проект відбудови у 1805 р. виконав циркулярний будівничий інженер Михайло Вотеський, а затверджено його у 1808 р. Найвищою Надвірною Цісарською Бухгалтерією. У цьому ж році, розпочались будівельні роботи, які були перервані наполеонівськими війнами і завершені щойно у 1815 р. зусиллями пароха о. Павла Заткалика. У 1826 р. стараннями того ж пароха, що був і ректором духовної семінарії, церкву відновлено із змінами форми бані над навою.
У 1834 р. був створений проект чергової перебудови монастиря і церкви, який виконав будівничий красноставського повіту інженер В. Зюлковський. Роботи виконувались у 1837 р. В цей час зведено нову баню. Теслярські роботи виконав майстер Антон Белліґно. У 1853 р., після довгої підготовки, приступили до оновлення інтер'єру за проектом 1841 р. В. Зюлковського, що передбачав і встановлення в церкві іконостасу, повне завершення яких здійснено у 1858 р. Іконостас ще у 1837 р. замовлено у сницаря Яна Ліндера з Варшави, а золочення — у майстра Фридерика Блікля, теж з Варшави. Ікони виконав маляр Бонавентура Домбровський. У 1858 р. замовлено у малярів Андрія Орловського та Олександра Смолінського відновлення ікон у головному та бічних вівтарях і стінопис «Св. Духу променях» у головному вівтарі.
Після переходу Холмської єпархії у Православ'я в 1875 році, церква та семінарія також стають православними. У 1894—1896 рр. відремонтована, зі зміною форми бані, вигляд якої наближено до псевдоросійського. На короткий час, протягом Першої світової війни у 1915—1918 рр знову греко-католицька.
З 1919 по 1939 р. була зайнята римо-католиками і використовувалась як каплиця при учительській семінарії. Відновлена у 1922—1937 рр. Під час Другої світової війни, знову греко-католицька церква. В кінці війни пошкоджена під час бойових дій. У 1977—1979 рр. проведено ґрунтовний ремонт споруди. і перетворено у концертний зал. Згодом, з 1980 року, використовувалась Музеєм Холмської землі.

## Архітектура
Архітектура храму витримана у класичних та барокових формах, із чітко виділеними пілястрами доричного ордеру. Головний об'єм, що має найбільшу висоту, покритий наметовим завершенням, характер якого не пов'язаний із загальною архітектонікою будівлі.
Висока квадратова в плані нава з вужчим і нижчим, лучкоподібним у плані завершеним, зі сходу та рівношироким йому квадратовим притвором з заходу. При південно-західному куті нави розташована висока восьмибічна сходова вежечка, рівновисока з притвором. Вздовж північної стіни церкви розташована низька видовжена прибудова кінця XIX ст., в якій розташована захристія та присінок. Нава вкрита наметовим ламаним дахом. Над вівтарем і притвором — двосхилі дахи, над прибудовою — односхилий, сходова вежечка вкрита приплюсненою шоломоподібною банею. Стіни нави і притвору членовані тосканськими пілястрами, вінцеві карнизи профільовані. Прямокутні віконні прорізи, розташовані в двох рівнях, мають профільовані обрамування і завершені сандриками. Чільний фасад трирівневий, з отвором над входом, обрамованим по боках двома плитами і завершеним лучковою аркою, увінчаною трикутним оґзимсованим фронтоном. В інтер'єрі всі простори перекриті хрестово-циліндричними склепіннями. Стіни членовані тосканськими пілястрами, в наві — подвійними, на які опирається антаблемент. На осі апсиди — замурований вхід до приміщень семінарії. В південній стіні вівтаря розташована ніша для Святих Дарів. Хори, розташовані в притворі, оперті на стіну, в якій є вхід, обрамований пілястрами.